# Amphiophiura ursula
Amphiophiura ursula är en ormstjärneart som först beskrevs av Clark 1949.  Amphiophiura ursula ingår i släktet Amphiophiura och familjen fransormstjärnor. Inga underarter finns listade i Catalogue of Life.